# Veliki crnoglavi galeb
Veliki crnoglavi galeb (latinski: Ichthyaetus ichthyaetus), je vrsta ptica iz porodice Laridae. Kao što je slučaj s mnogim galebovima, tradicionalno je bio smješten u rod Larus. Znanstveni naziv dolazi iz starogrčkog. Ichthyaetus je složenica od ihthusa ("riba) i aetos ("orao").

## Rasprostranjenost
Ova se vrsta gnijezdi u kolonijama na močvarama i otocima od južne Rusije do Mongolije. To je prica selica, a zimuje u istočnom Mediteranu, Arapskom poluotoku i Indiji. Gnijezdi se na zemlji, polažući između dva i četiri jaja.
U Zapadnoj Europi javlja se samo kao rijetka skitnica, a na jednaki način se pojavljuje i u različitim dijelovima Indijskog oceana, južno od njegovog normalnog raspona, te duž sjeverne i istočne obale Afrike, gdje dolazi neredovito.

## Opis
To je vrlo velik galeb, vrlo vjerojatno i najveći svjetski crnoglavi galeb i treći po veličini galeb na svijetu, nakon velikog galeba i sjevernog galeba. Dug je 55–72 cm, s rasponom krila od 142 do 170 cm. Težina mu može varirati od 0.96 do 2.1 kg, s prosjekom od 1.6 kg kod mužjaka i 1.22 kg kod ženki. Među standardnim mjerenjima, tetiva krila je od 43.5 do 52 cm, kljun od 4.7 do 7.3 cm, a tarzus od 6.5 do 8.4 cm.
Odrasle ptice su ljeti lako prepoznatljive, jer niti jedan drugi galeb ove veličine nema crnu kapuljaču. Odrasle ptice imaju siva krila i leđa, s vidljivim bijelim "zrcalima" na vrhovima krila. Noge su žute, a kljun narančasto-žut s crvenim vrhom.
Crna kapuljača je vidljiva samo ljeti. U svim ostalim sezonskim uzorcima perja, tamna maska kroz oko jedini je ostatak ostatak kapuljače. Poziv je duboki krik aargh. Mlade ptice prilično brzo postižu uglavnom sive gornje dijelove, ali treba im četiri godine da dostignu zrelost.

## Ekologija
Ova ptica ima duboko, prilično nazalno glasanje u letu koji nalikuje glasanju tamnoleđeg galeba. Iako su bučni u kolonijama, uglavnom su tihi kad se gnijezde.
Te ptice su predatori, love ribu, rakove, kukce, pa čak i male sisavce.
Veliki crnoglavi galeb jedna je od vrsta na koju se odnosi Sporazum o očuvanju afričko-euroazijskih selica vodenih ptica (AEWA).

## Galerija
- U letu, Utočište za divlje životinje Krishna, Andhra Pradesh, Indija.
- Osrasla ptica s ptićem, rijeka Manič, Kalmikija, Rusija.
- Galeb u mjestu Chilika, Odisha, Indija
- Galeb prve zime u Indiji

## Vanjske poveznice
- Podatci o vrsti Larus ichthyaetus sa stranice BirdLife
- Ichthyaetus ichthyaetus. Avibase
- Mediji za Great black-headed gull. Internet Bird Collection
- Galerija slika na temu Great black-headed gull na stranici VIREO (Sveučilište Drexel)
- Interaktivna karta za Larus ichthyaetus na IUCN-ovim kartama za Crveni popis
- Zvukovne snimke na temu Pallas's gull na stranici Xeno-canto.
- Larus ichthyaetus u  galeriji Field Guide: Birds of the World na Flickru

### Ostali projekti
|  | Zajednički poslužitelj ima stranicu o temi Ichthyaetus ichthyaetus    |
|  | Zajednički poslužitelj ima još gradiva o temi Ichthyaetus ichthyaetus |
|  | Wikivrste imaju podatke o taksonu Ichthyaetus ichthyaetus             |